# John Bulkeley
John Bulkeley war ein britischer Seemann, der vor allem dafür bekannt war, Überlebende des Schiffbruchs der Wager in Sicherheit geführt zu haben.

## Biografie
Bulkeley war der Kanonier des Schiffes, keiner der Offiziere. Nachdem die Wager vor der Küste Chiles gesunken war, verlor David Cheap, der Kapitän des Schiffes, das Vertrauen seiner ehemaligen Besatzung. Viele der Seeleute waren davon überzeugt, dass sie, als das Schiff sank und ihre Bezahlung endete, nicht mehr an die Disziplin oder Befehlskette der Royal Navy gebunden waren.
140 der 160 Besatzungsmitglieder überlebten das Schiffsunglück, jedoch verfügten sie nur über wenige Vorräte in einer sehr abgelegenen Region im Süden Chiles. Um von der Insel, auf der die Besatzung gestrandet war, fliehen zu können, entschied Kapitän Cheap das vom Wrack gerettete Langboot verlängern zu lassen. Im Laufe dieses Umbaues waren jedoch bereits über vierzig weitere Männer an Hunger, Krankheit oder internen Auseinandersetzungen gestorben. Kapitän Cheap erschoss selbst einen Mann, was einen klaren Verstoß gegen das Seerecht der Royal Navy darstellte, da das Opfer keinen fairen Prozess erhalten hatte. Diese Umstände führten dazu, dass ein Großteil der überlebenden Besatzung das Vertrauen in den Kapitän verlor und sich verschiedene Interessenslager innerhalb der Gruppe bildeten.
In Folge dieser Auseinandersetzungen brach Bulkeley mit den meisten der verbliebenen Überlebenden in dem Langboot und zwei weiteren der verbliebenen Boote in das portugiesisch kontrollierte Brasilien auf, jedoch hatten sie nur Vorräte für zwei Wochen.
Das Langboot schaffte es nach Brasilien, aber nur mit dreißig Überlebenden. Bulkeley konnte die Passage von einigen Überlebenden zurück nach Europa arrangieren, und als sie in Großbritannien ankamen, veröffentlichten er und der Schiffszimmermann, John Cummins, einen Bericht über ihre Reise, der sich gut verkaufte.
Unerwarteterweise überlebten auch Kapitän Cheap und drei seiner Offiziere, darunter der junge John Byron. Nachdem sie von Angehörigen der Chono bis zu einem spanischen Stützpunkt geleitet wurden, konnten sie im Zuge eines Gefangenenaustauschs zwischen Spanien und Großbritannien wieder nach Hause zurückkehren. George Anson, der Kommodore der Expedition, zu der die Wager gehört hatte, verabschiedete später eine Gesetzgebung, die klarstellte, dass Schiffsoffiziere die Autorität über ihre Besatzung behalten, selbst wenn ihre Schiffe verloren gehen. Bulkeley wurde nie wegen Meuterei angeklagt und emigrierte, nachdem Cheap vom Vorwurf des Verlusts seines Schiffes freigesprochen worden war, in die Kolonie Pennsylvania, wo sein Buch 1757 neu aufgelegt wurde. Danach verschwand Bulkeley aus den Geschichtsbüchern und sein weiteres Schicksal ist unbekannt.

## Veröffentlichung
Bulkeley schrieb zusammen mit John Cummins einen Bericht über seine Erlebnisse, A voyage to the South-Seas, in the years 1740-1 (1743). Da Bulkeley als erster der Überlebenden zurückkehrte, veröffentlichte er diesen Bericht möglicherweise mit der Absicht potenziellen Vorwürfen der Meuterei vorzubeugen.